# Мінґінйо
Мінґінйо (*бірм. မင်းကြီးညို; 1459 — 24 листопада 1530) — 1-й володар імперії Таунгу у 1510—1530 роках.

## Життєпис
Походив з династії Пінья. Син Маха Тхінкхая, що був нащадком Чавсви I, царя Піньї. Його матір'ю була Мінгланьєт — нащадок Свасоке, володаря Ави. Народився у липні 1459 року в Аві. 1470 року його діда по матері — Сітху Чавтхіна — призначили намісником Таунгу, внаслідок чого Мінґінйо разом з родиною перебрався до цього міста.
1481 року після смерті Сітху Чавтхіна намісником Таунгу став його старший син Мінсітху. 1485 року Мінґінйо погиркався з останнім через небажання того видавати за нього заміж свою доньку Сомін Гтейктін. Мінґінйо вбив Мінсітху, захопивши владу в Таунгу. За цим надіслав у подарунок двох молодих слонів аваському володареві Мінхаунгу II. Той на той час мусив боротися з повстаннями в П'ї і Яметхіні, тому визнав Мінґінйо намісником Таунгу (з титулом тхіріхеятхура) в обмін на допомогу з повстаннями. Отримав данину з племен кая. Потім рушив на повсталого Міньєчавсву, намісника Яметхіна, але не зміг його здолати.
11 листопада 1491 року побудував нове укріплене місто під назвою Дваявадді в гирлі річок Кабаунг і Паунглаунг. З цього часу став розмірковувати над здобуттям незалежності, оскільки центральна влада Ави все більше занепадала. У 1492 році вирішив втрутитися в розгардіяж, що виник зі сходженням на трон Гантаваді Біньї Рана II. При цьому навіть не запитав долзволу на свої дії в Мінхаунга II. Після перших успіхів відступив до себе.
1495 року війська Гантаваді атакували Таунгу. Мінґінйо ледве витримав облогу в Дваявадді. Натомість отримав від володаря Ави підвищений титул — магатхіріхеятхура. До 1500 року брав участь у війнах проти правителя Яметхіна, але знову без успіху. Лише смерть Міньєчавсви дозволило Мінхаунгу II захопити Яметхін. В свою чергу Мінґінйо прийняв у Таунгу біженців з Яметхіна.
Зі сходженням на трон Ави у 1501 році Швенанчавшина зберіг лише номінальну вірність, при цьому підтримуючи опозиційну знать до цього правителя. Це змусило аваського володаря шукати підтримки в Мінґінйо, якому надано важливий землеробський регіон Чаусхе і за дружину Мінглагтут (стриєчна сестра Швенанчавшина). Мінґінйо переселив значну частину міського населення з Чаускхе до Таунгу. У 1505 році підтримав повстання князів з П'ї й Ньяуньяна. 1509 року захопив важливе місто Таундвінг.

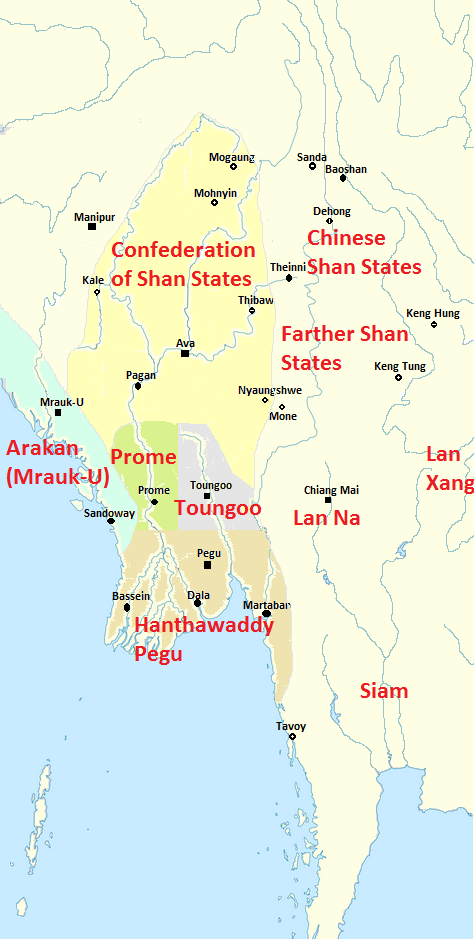
Володіння Мінґінйо на момент смерті

1510 року оголосив про незалежність від Ави, заснувавши столицю Кетуматі (відомий як Новий Таунгу). Столичне місто обнесли муром, всередині спорудили палац для правителя і велику водойму. 11 квітня 1511 року відбулася церемонія інтронизації. Тоді ж прийняв титул Магатхірізеятхура Дхаммаязадіпаді. Наступні роки приділяв внутрішньому зміцненню держави. 1523 року захопив місто Яметхін. У квітні-травні 1525 року витримав облогу своєї столиці.
1527 року після захоплення шанами Ави наказав спустошити сільську місцевість між кордоном своєї держави і Авою, засипавши колодязі та знищивши канали в надії створити непрохідний пояс. Водночас бюрократія та населення міста Ави в більшості втекли до Таунгу, що ще більше зміцнило державу. Сюди ж, згідно з повідомленнями хронік, прийшли багато дрібних феодалів і князів Ави з родинами і слугами. Здійснив з новими загонами похід до Чаусхе, де, з одного боку, охоряв потік біженців, з другого — закріпив цей регіон за собою остаточно, змусивши князів шанів це визнати.
Помер Мінґінйо в листопаді 1530 року. Йому спадкував син Табіншвехті.